# Colom de Somàlia
El colom de Somàlia (Columba oliviae) és una espècie d'ocell de la família dels colúmbids (Columbidae) que habita barrancs als turons costaners del nord de Somàlia.